# Panguna
Panguna – miasto w Papui-Nowej Gwinei, w prowincji Bougainville na Wyspie Bougainville’a. Liczba mieszkańców: 2964 (2013).

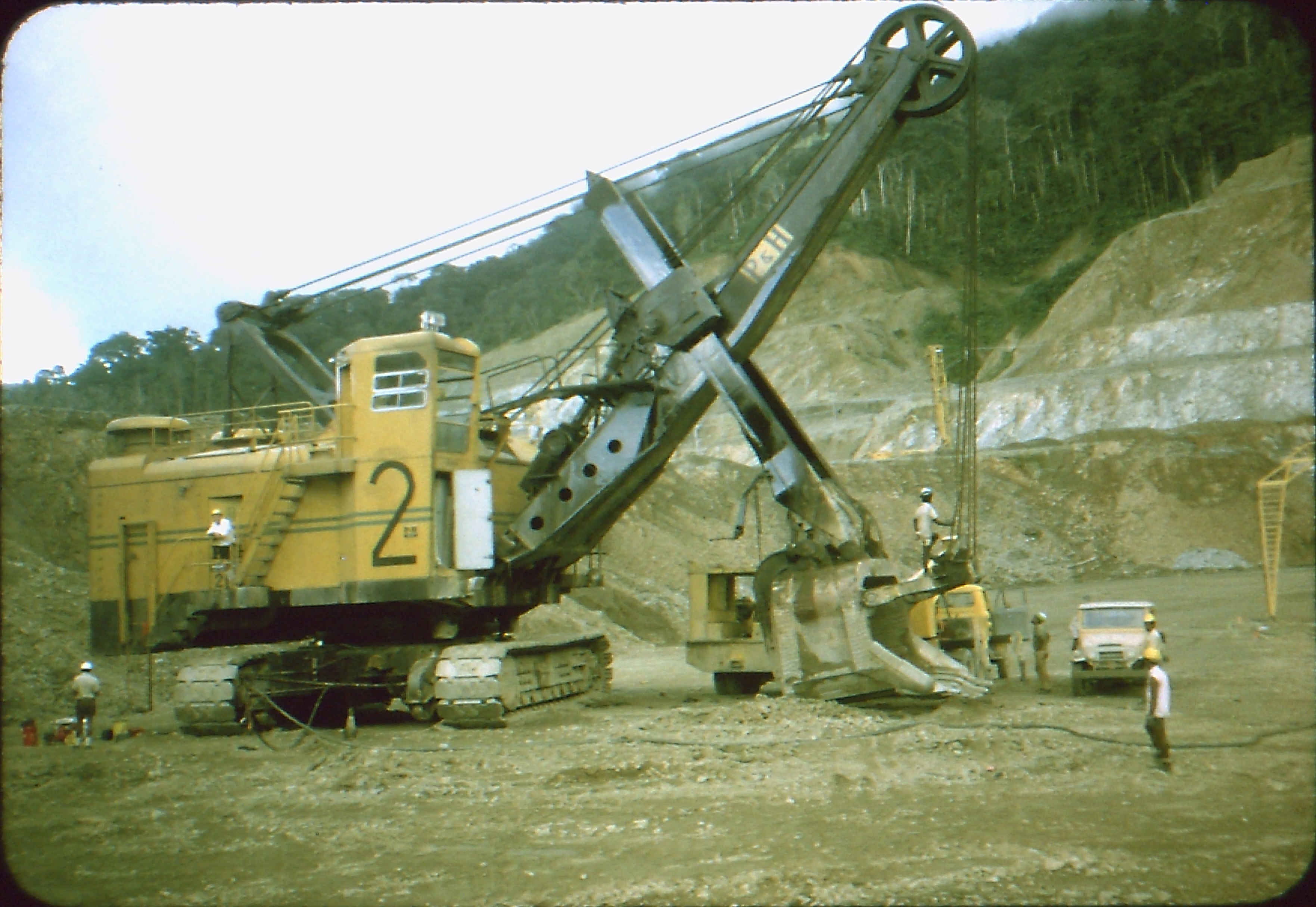
Koparka w kopalni w Pangunie (1971)

Mieści się tu olbrzymia kopalnia odkrywkowa rudy miedzi oraz zakład przetwórczy rudy, które działały w latach 1972–1989. Zostały zamknięte z powodu trwających na wyspie walk i do tej pory nie wznowiły działalności.